# Дом искусства в Джакарте
Дом искусства в Джакарте (индон. Gedung Kesenian Jakarta) — исторически известный как Театр Велтевреден (Schouwburg Weltevreden), концертный зал в Джакарте, Индонезия, построенный во время колониального периода в Батавии, Голландской Ост-Индии. Он находится рядом с мечетью Истикляль в Джакарте и джакартским собором, у Lapangan Banteng парка.

## История
Идея создания театра в Батавии (колониальное имя Джакарты) пришла к её генерал-губернатору, которым в то время был Херман Данделс. Она была реализована с помощью Стэмфорда Раффлза, который был известен своей страстью к изучению и сохранению местной культуры. В 1814 году Раффлз приказал построить простой бамбуковый театр рядом с Ватерлоо (на площади в Джакарте, в настоящее время Lapangan Banteng), под названием «Военный Театр Venue». Он был построен английскими солдатами, которых насчитывалось 250 человек. Первый театр в Батавии работал с 1811 по 1816 год для развлечения британских солдат.
В августе 1816 года англичане вернули индийцев назад Голландской Ост-Индии, и Батавия снова была под руководством губернатора Нидерландов. Любительские вступления голландских исполнителей снова прошли в здании 21 апреля 1817 года.
В 1820 году состояние бамбукового театра стало ухудшаться, а в 1821 году, при поддержке голландской колониальных властей, он был заменен на более постоянную структуру. Архитектор выбрал для дизайна здание, которое было построено Шульце (который также спроектировал здание Общества Гармонии в Батавии). Подрядчиком был Ли Атихе, который взял материал с спиннинге в старой части города, чтобы использовать для нового театра. Строительство заняло 14 месяцев. Новое здание было спроектировано в стиле неоклассицизма и названо Театр Велтевреден (Schouwburg Weltevreden), также известный в народе, как Gedung Komedi («Дом Комедии»). Торжественное открытие было запланировано на октябрь 1821 года, но пришлось отложить до 7 декабря, из-за эпидемии холеры. Первым представлением в театре был «Отелло» Шекспира.
В середине XIX века развитие Театра Велтевреден было медленным, было трудно получать прибыль, потому что в Батавии не хватало европейских оперных певцов-женщин, а оркестр был недоукомплектован. Правительство забрало театр в 1848 году, когда частная компания потерпела крах, и держало вплоть до 1892 года. В 1911 году администрацией был назначен город в Батавии.
Изначально освещение внутри здания было сделано с помощью свечи и керосиновых ламп. Газ изобрели в 1864 году. Электричество было впервые использовано в здании в 1882 году, но газовые лампы использовали вплоть до 1910 года. В 1926 году, в период национального возрождения Индонезии, здание использовалось местным Альянсом для молодежи в первый Конгресс Пемоеда (Конгресс Молодежи).
Во время Японской оккупации с 1942 по 1945 годы здание использовалось временно в качестве военного штаба. В апреле 1943 года театр был использован под названием Син Секизу (Sin’tsu Cekizyoo).
Во время обретения независимости здание использовалось как место встречи для группы молодых художников, известных как Сениман Мердека, («Независимые художники»), среди которых были Росихан Анвар, Усмаря Исмаил, Эль-Хаким, и Хассин. 29 августа 1945 года, двенадцать дней после официального провозглашения независимости Индонезии, первого президента Индонезии, Сукарно, инаугурировали в Центральном Индонезийском национальном комитете, который провел своё первое заседание в здании.
В 1951 году театр был использован как факультет экономики и права Университета Индонезии. И с 1957 по 1961 год здание использовалось индонезийской Национальной театральной академией.
Сооружение снова изменило своё название на Биоскоп Дианы (Театр Дианы) в 1968 году, а год спустя учреждение для строительства было создано под руководством бригадного генерала Пимгадие. В 1970 году институт был преобразован в кинотеатр, показывающий китайские фильмы. В это время он также был известен, как Городской театр, в течение этого периода.
В 1984 году был принят закон о возвращении здания в его первоначальное состояние. Его реконструкция обошлась в 3 млрд рупий. 5 сентября 1987 года он был переименован в Гедунг Кесениан Джакарту, заменив прежнее название Гедунг Кесениан Пасар Бару.

## Объекты
Главное здание состоит из неоклассического стиля открытой залы, 24 от 17,5 метров (79 футов × 57 футов) главный концертный зал с балконом (вместимость 475 человек), в стадии измерения 10,75 на 14 по 17 метров (35,3 футов × 45,9 футов × 55,8 футов), пространство фойе 5.8 по 24 метров (19 футов × 79 футов), вестибюль, который является в основном пустым местом справа и слева от зрителей, где пять мест может быть установлено, если нужно.